# Raquel Pierotti
Raquel Pierotti (sinh ngày 17 tháng 12 năm 1952, Montevideo, Uruguay)  là một ca sĩ opera giọng mezzo-soprano. Cô ấy chuyên về vai diễn coloratura trong các tác phẩm của Rossini và Handel.

## Tiểu sử
Raquel Pierotti sinh ra ở Montevideo, Uruguay  nơi cô tốt nghiệp tại Trường Opera quốc gia và ra mắt hoạt động vào năm 1973 với tên Damigella nuziale ở Nozze di Figaro của Mozart. Trong sáu năm tiếp theo, cô đã làm việc trong nhiều tác phẩm hoạt động hát Magic Flute, Don Giovanni, Madama Butterfly, Rigoletto cũng như trong nhiều buổi hòa nhạc thính phòng và giao hưởng. Cô đã giành giải nhất trong cuộc thi quốc gia trên đường Maurice Ravel và trong cuộc thi Artigas - Cuộc thi Washington. Năm 1979 cô chuyển đến Tây Ban Nha. Cô đã giành được giải thưởng Pl Plidoido Domingo, năm 1979 và 2 Grand Grand Prix năm 1980 cả trong cuộc thi hát tiếng vang Francisco Francisco Viñas. Trong cùng năm đó, cô đã giành giải nhất trong cuộc thi hát Moz Mozart do Barcelona quần s Mozarteum và Huy chương vàng từ Đài phát thanh Nacional de España (Phát thanh truyền hình quốc gia Tây Ban Nha) tổ chức cho nghệ sĩ mới ra mắt triển vọng nhất của mùa giải.
Năm 1980, cô đã có buổi ra mắt ở Tây Ban Nha tại Gran Teatro del Liceo ở Barcelona với tên Lola trong Cavalleria Rusticana của Mascagni. Năm tiếp theo, cô ra mắt tại châu Âu ở Opera de Paris với vai diễn Rosina ở Rossini's Barber of Seville, cũng như tại La Scala, Milan, với vai Marcellina ở Le nozze di Figaro của Mozart. Kể từ đó, cô là khách thường xuyên tại La Scala, nơi cô hát Clarice ở La pietra del paragone (Rossini), Smeton ở Anna Bolena (Donizetti), Rosina ở Il barbiere di Siviglia (Rossini), Isabella ở L'italiana ở Algeri (Rossini), Maddalena trong Il viaggio a Reims (Rossini), Cecilio ở Lucio Silla (Mozart) và Fenena ở Nabucco (Verdi) cho Đêm khai mạc mùa 1986/1987 cũng như tại các tournées ở Berlin, Nhật Bản (Tokyo, Osaka, Yokohama) và Bulgaria (Sofia, Varna). Vào ngày 2 tháng 11 năm 1988, cô được mời hát trong một buổi hòa nhạc kỷ niệm sinh nhật của Nữ hoàng Tây Ban Nha Doña Sofía.